# Karlstads domkyrkodistrikt
Karlstads domkyrkodistrikt är ett distrikt i Karlstads kommun och Värmlands län. Distriktet omfattar de centrala delarna av tätorten Karlstad i södra Värmland. 

## Tidigare administrativ tillhörighet
Distriktet inrättades 2016 och utgörs av en del av området som Karlstads stad omfattade fram till 1971.
Området motsvarar den omfattning Karlstads domkyrkoförsamling hade 1999/2000 och fick 1992 efter utbrytning av Västerstrands församling.

## Tätorter och småorter
I Karlstads domkyrkodistrikt finns två tätorter men inga småorter.

### Tätorter
- Karlstad (del av)
- Älvåker och Råtorp (del av)